# 恒星内元素合成
恒星内元素合成（こうせいないげんそごうせい、英: stellar nucleosynthesis）は、水素よりも重い元素が恒星によって生成される核反応の総称的な用語である。ただし、超新星爆発の時に行われる元素の生成については、超新星元素合成と呼ばれ区別される。恒星内元素合成は、たいてい恒星の中心部で起こる。

## 太陽での元素合成

太陽での核融合

どうやって太陽があれほどのエネルギーを産生し続けられるのか、人類にとっては長い間謎であった。もしも化石燃料などを燃やしているのであれば、太陽は燃え尽きているはずだったからだ。しかし、20世紀の早期に、熱核融合ならば膨大なエネルギーが産生されることが判り、そしてこれこそが太陽のエネルギー源であり、また太陽が未だ燃え尽きていない理由であることが理解された。ところで、核融合というのは複数の原子核が合体してしまう核反応であり、この反応の結果として合体前の元素とは全く別の元素が生成されることを意味する。現在の太陽の場合、その最たるエネルギー源は、軽水素からヘリウム4への核融合（反応過程では重水素やヘリウム3を生ずるが、最終的にヘリウム4となって反応が終わる核融合）である。ちなみに、水素は最低300万Kの温度で核融合を始める。また、かなりの高圧であることも要求されるため、太陽の表層近くでは核融合を起こせない。この核反応が起こっているのは太陽の中心部である。ともあれ、核融合によって現在の太陽は膨大な熱と光を産み出しているわけだが、同時に、ヘリウムを合成するという、一種の恒星内元素合成が行われていることも意味する。こうして、恒星は元素合成に関与しているということが理解され始めた。

## 歴史
1920年、フランシス・アストンに従って原子量の正確な測定を行っていたアーサー・エディントンは、恒星はそのエネルギーを水素がヘリウムへ転換される核融合反応から手に入れていると最初に提案した。1928年、ジョージ・ガモフは、2つの原子核を充分に近くに持ってくる強い相互作用がクーロン障壁に打ち勝つ確率を示す量子力学的な公式を推論した。これは現在、ガモフ要素と呼ばれている。ガモフ要素に関する研究は10年間R・アトキンソンとF・ハウターマンに後を継がれ、その後にはガモフ自身とテラーによって、恒星の内部に存在すると考えられた高温で生じる核反応の割合を得るために使われた。
1939年、ハンス・ベーテが「恒星におけるエネルギー生成」という論文で、水素からヘリウムへの核融合以外に核反応が起こり得るか、その可能性を分析した。その結果として、彼は恒星のエネルギー源として2つのプロセスを提示した。最初の1つが、陽-陽連鎖反応であり、これは太陽程度の質量を持った恒星における、最も有力なエネルギー源である。2つ目は1938年にC・F・V・ヴァイツゼッカーによって考察されていたCNOサイクルであり、こちらは太陽よりも質量の多い恒星における、最も重要なエネルギー源であった。これらの核融合形態は、恒星を熱く保つためのエネルギー発生に関連していた。しかしながら、彼らはそれより重い元素の合成については扱わなかった。これより重い元素の合成に関する理論については、1946年にフレッド・ホイルによって研究が始められ、彼は非常に高温高圧の環境があれば鉄までの元素の合成が可能だろうと主張した。
ホイルは続いて1954年に発表した論文で、恒星内部において炭素から鉄にかけての元素の合成がどのように進行するかを概説した。この時のホイルの理論に存在していた遺漏は後に訂正されるが、それは1957年、一般にはB²FH論文として知られている名高いレビュー論文がM・バービッジ、J・バービッジ、W・ファウラー、F・ホイルによって公表されることで始まった。このレビュー論文は初期の研究を集めて洗練し、観測された元素の相対的な存在量を説明できる根拠を与える、非常に多く引用される描像にまとめ上げた。
重要な改善はA・G・W・キャメロンとD・D・クレイトンによって行われた。キャメロンはホイル案を追ってたどり着いた自らの独立した元素合成のアプローチを提供した。彼は核融合系の経時計算を上手くこなすためにコンピューターを取り入れた。クレイトンは最初のS過程、R過程、シリコンから鉄グループ元素までの燃焼の経時モデルを計算し、放射崩壊による元素の年代の測定の年表を発見した。全体の研究分野は1970年代に急速に広がった。

## 理論
星間ガスに何らかの外部要因が加わって密度の高い部分ができると、この部分は重力が強くなり、その重力によって周囲の物質を集積してゆく。物質が集まって圧力が上がったことによって温度が高まり、中心の物質がクーロン障壁（原子核中に含まれる陽子が持つ正電荷が反発しあう力）を超えて近接するようになると最初の核融合が始まる。この時は、重水素による核融合が発生するが、重水素は存在量が少ないため、この反応はまもなく停止する。しかし、軽水素をヘリウムに融合する核融合が可能なほどの高温高圧が実現すると、軽水素は恒星の原料である星間ガスには一般に大量に含まれているため、核融合は安定する。この時期が恒星にとって一番長く、この反応が行われている恒星は主系列星と呼ばれる。この後、徐々に反応が進んでヘリウムが溜まってくると、ヘリウム同士の核融合が始まる。この際ヘリウム4同士の合成でベリリウム8までの元素を合成するが、ベリリウム8は安定同位体でないためにヘリウム4二個に崩壊し、それ以上の質量の元素を合成することはできない。
核融合によって水素からヘリウムが生成されると、重力によって重いヘリウムは星の中心へと向かい恒星の芯になる。これに対し水素は外殻部で核融合を続ける。必然的に恒星の芯はヘリウムばかりになり、重力の提供源になるが、核融合の主役である水素は徐々に減っていく。水素の大部分が使い尽くされた時点で、恒星は核融合の継続が難しくなる。この時、恒星が十分な質量を持たない場合は、圧力や温度が上がらず、ここで核融合を終え、元素の合成も終わる。
これに対し、恒星が十分な質量を持っていると、さらに元素合成反応が進む。ベリリウム8が崩壊する前にさらにヘリウム4が融合されることによって炭素12が合成される（詳しくは「トリプルアルファ反応」を参照のこと）。炭素12は安定同位体であるため、恒星はヘリウムを炭素12に向けて合成する。この時恒星に太陽の8倍以上の十分な質量があると、さらに炭素12とヘリウム4の合成によって酸素16が生成される。さらに恒星の質量が重い場合酸素16同士の合成でケイ素28とヘリウム4が発生する。これ以降も恒星は燃焼を続け、発生した元素が恒星の中心に沈殿し、恒星の中心に沈んで芯になった元素の重力による圧縮とそれによる高温高圧での核融合を続けながら恒星は燃え続ける。しかしながら、もし核融合に必要な高温高圧が供給できなくなると、その時点で核融合は止まり、恒星としての元素合成は終了する。
ところで、珪素と鉄は全ての元素の中でも原子核が非常に安定していることで知られている。基本的に核融合は、不安定な原子核が融合することによって、より安定な原子核が作られるために反応が進むのである。したがって、珪素と鉄に変換し終えると恒星はそれ以上核融合を続けることができなくなる。結局、いくら大質量の恒星であっても、ここで熱核融合による元素合成は終了する。なお、恒星が持ち得る質量にも限界があると考えられているが、ここでは恒星が持ち得る質量の限界よりも、核融合によってエネルギーが取り出せるかどうかがネックとなって元素合成が終了する。
恒星の元素合成が終了すると恒星の芯は重力崩壊を起こす。太陽の8倍程度までの恒星であれば外殻を失いつつ芯だけが取り残され、芯は圧縮されて白色矮星になる。太陽の8倍以上の質量がある場合、恒星は圧縮に耐えかねて爆散する。これが超新星爆発であり、超新星爆発の途中では中性子捕獲などによってさらに元素が合成される。これは超新星元素合成と呼んで区別する。ちなみに、太陽より30倍以上の重さになると重力崩壊中に特異点が発生しブラックホールが形成されると考えられている。
なお、赤色矮星のような軽い恒星の場合水素燃焼だけでその恒星の寿命を終える。赤色矮星の場合は物質収束のための重力が小さいため、核融合は非常に緩やかに行われる。最終的には水素を燃焼しつくすとそれ以上の核融合を行うことはなく、重い元素を合成することは無い。太陽程度の大きさの星は赤色巨星になった後に炭素の合成程度で核融合を止めて白色矮星になり、終了する。一方、重く大きい星になれば元素合成は急速に進み、多くの元素を合成する。

## 中心的な反応

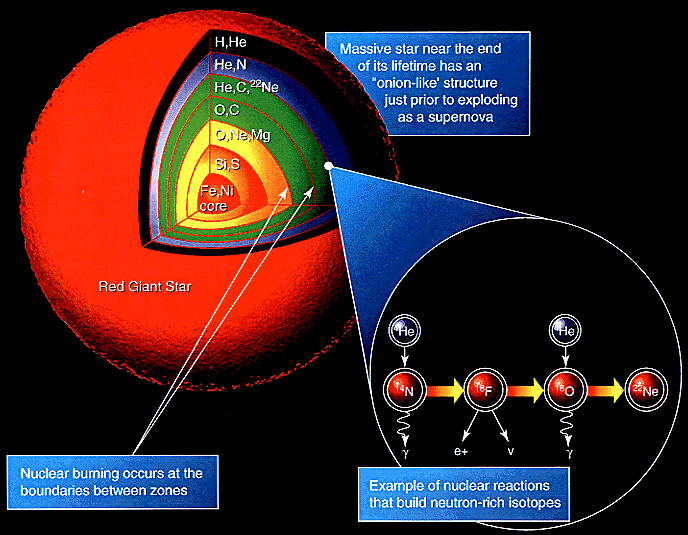
赤色巨星の断面図、元素合成と原子の形成があらわされている。

恒星原子核合成において最も重要な反応
- 水素燃焼系
  - 陽子-陽子連鎖反応
  - CNOサイクル
- ヘリウム燃焼系
  - トリプルアルファ反応
  - アルファ反応
- 重元素燃焼
  - 炭素燃焼過程
  - ネオン燃焼過程
  - 酸素燃焼過程
  - ケイ素燃焼過程
- 鉄より重い原子の生成
  - 中性子捕獲
    - R過程
    - S過程

  - 陽子捕獲
    - Rp過程

  - 光分解
    - P過程

## 参照
- Bethe, H. A. (1939). “Energy Production in Stars”. Physical Review 55 (1):  103. doi:10.1103/PhysRev.55.103. (subscription needed)
- Bethe, H. A. (1939). “Energy Production in Stars”. Physical Review 55 (5):  434–456. doi:10.1103/PhysRev.55.434.
- Hoyle, F. (1954). “On Nuclear Reactions occurring in very hot stars: Sysnthesis of elements from carbon to nickel”. Astrophys. J. 1 (Supplement 1):  121–146. doi:10.1086/190005.
- Clayton, Donald D. (1968). Principles of Stellar Evolution and Nucleosynthesis. New York: McGraw-Hill
- Alak K. Ray (2004) Stars as thermonuclear reactors: their fuels and ashes (arxiv.org article)
- Wallerstein, G.; I. Iben Jr.; P. Parker; A.M. Boesgaard; G.M. Hale; A. E. Champagne; C.A. Barnes; F. Käppeler; V.V. Smith; R.D. Hoffman; F.X. Timmes; C. Sneden; R.N. Boyd; B.S. Meyer; D.L. Lambert (1999). “Synthesis of the elements in stars: forty years of progress” (pdf). Reviews of Modern Physics 69 (4):  995–1084. doi:10.1103/RevModPhys.69.995.  オリジナルの2006年9月28日時点におけるアーカイブ。 2006年8月4日閲覧。.
- Woosley, S. E.; A. Heger; T. A. Weaver (2002). “The evolution and explosion of massive stars”. Reviews of Modern Physics 74 (4):  1015–1071. doi:10.1103/RevModPhys.74.1015.
- Clayton, Donald D. (2003). Handbook of Isotopes in the Cosmos. Cambridge: Cambridge University Press. ISBN 0521823811